# ابلی
ابلی یا ایبلی نام دو روستا در دهستان سنجبد غربی از بخش مرکزی شهرستان کوثر (گیوی) است که با پیشوندهای آشاغی و یوخاری از هم متمایز می‌گردند
در سرشماری سال ۱۳۹۰ آشاغی ابلی ۱۲۷ نفر را در ۳۰ خانوار در خود جای داده بود. جمعیت یوخاری ابلی درهمین سرشماری ۳۲ خانوار و ۸۵ نفر بوده‌است.
آشاغی ابلی در ۳۷ درجه و ۴۴ دقیقه عرض شمالی و ۴۸ درجه و ۱۴ دقیقه طول شرقی قرار دارد و ارتفاع آن از سطح دریا ۱۵۰۰ متراست
یوخاری ابلی در ۳۷ درجه و ۴۵ دقیقه عرض شمالی و ۴۸ درجه و ۱۴ دقیقه طول شرقی قرار دارد و ارتفاع آن از سطح دریا ۱۷۰۰ متراست.